# Rob Niedermayer
Pour les articles homonymes, voir Niedermayer.
Robert Wade Niedermayer Jr. (né le 28 décembre 1974 à Cassiar ville de la Colombie-Britannique au Canada) est un joueur professionnel de hockey sur glace. Il a un frère, Scott. Ils ont joué dans la même équipe de la saison 2005-2006 à celle de 2007-2008. Il est le cousin de Jason Strudwick.

## Carrière en club
Il commence sa carrière en 1990 en jouant dans la ligue junior de la Ligue de hockey de l'Ouest pour les Tigers de Medicine Hat. En 1993, après trois saisons avec son équipe, il est choisi lors du repêchage d'entrée dans la Ligue nationale de hockey par les Panthers de la Floride au cours du premier tour, il est alors le cinquième joueur choisi.
Il fait immédiatement ses débuts dans la LNH et joue dès sa première saison un peu plus de soixante matchs. Il fait partie de l'équipe des Panthers qui parvient en 1996 à la finale de la Coupe Stanley. Malheureusement, ils sont battus par l'Avalanche du Colorado en quatre matchs. Il réalise cette année-là, sa meilleure saison avec 26 buts et 35 passes décisives.
Le 23 juillet 2001, Rob prend la direction des Flames de Calgary en compagnie d'un futur choix de repêchage et en retour de Valeri Boure et Jason Wiemer. Il ne joue pas longtemps pour les Flames au cours de la saison suivante, il signe le dernier jour possible des transferts avec les Mighty Ducks d'Anaheim (aujourd'hui Ducks d'Anaheim). Les joueurs des Ducks surprennent tout le monde en parvenant à accéder à la finale mais encore une fois l'équipe de Rob perd. Cette fois-ci les opposants sont les Devils du New Jersey guidés en défense par un certain Scott Niedermayer.
Au cours de l'été 2005, les Ducks font signer les deux frères des contrats pour quatre ans, les réunissant pour la première fois de leur carrière sous les mêmes couleurs. Il a remporté la Coupe Stanley avec l'équipe 2006-2007 des Ducks contre les Sénateurs d'Ottawa en cinq matchs.
En juillet 2007, Rob se marie avec Jessica Bentall. Le 25 avril 2008, Jessica met au monde leur fille du nom de Brooke.
Le 25 septembre 2009, Rob signe un contrat avec les Devils du New Jersey, la même équipe avec laquelle son frère Scott a joué. Le 28 septembre 2009, il apprend par les Devils qu'il portera le #21 avec sa nouvelle équipe.
Le 7 juillet 2010, il s'entend pour une saison avec les Sabres de Buffalo. Un an plus tard, il s'engage avec le HC Lugano

## Statistiques
| Saison     | Équipe                 | Ligue      |       | Saison régulière | Saison régulière | Saison régulière | Saison régulière | Saison régulière |    | Séries éliminatoires | Séries éliminatoires | Séries éliminatoires | Séries éliminatoires | Séries éliminatoires |
| Saison     | Équipe                 | Ligue      | PJ    | B                | A                | Pts              | Pun              | PJ               | B  | A                    | Pts                  | Pun                  |                      |                      |
| 1990-1991  | Tigers de Medicine Hat | LHOu       | 71    | 24               | 26               | 50               | 8                | 12               | 3  | 7                    | 10                   | 2                    |                      |                      |
| 1991-1992  | Tigers de Medicine Hat | LHOu       | 71    | 32               | 46               | 78               | 97               | 4                | 2  | 3                    | 5                    | 2                    |                      |                      |
| 1992-1993  | Tigers de Medicine Hat | LHou       | 52    | 43               | 34               | 77               | 67               | -                | -  | -                    | -                    | -                    |                      |                      |
| 1993-1994  | Panthers de la Floride | LNH        | 65    | 9                | 17               | 26               | 51               | -                | -  | -                    | -                    | -                    |                      |                      |
| 1994-1995  | Tigers de Medicine Hat | LHOu       | 13    | 9                | 15               | 24               | 14               | -                | -  | -                    | -                    | -                    |                      |                      |
| 1994-1995  | Panthers de la Floride | LNH        | 48    | 4                | 6                | 10               | 36               | -                | -  | -                    | -                    | -                    |                      |                      |
| 1995-1996  | Panthers de la Floride | LNH        | 82    | 26               | 35               | 61               | 107              | 22               | 5  | 3                    | 8                    | 12                   |                      |                      |
| 1996-1997  | Panthers de la Floride | LNH        | 60    | 14               | 24               | 38               | 54               | 5                | 2  | 1                    | 3                    | 6                    |                      |                      |
| 1997-1998  | Panthers de la Floride | LNH        | 33    | 8                | 7                | 15               | 41               | -                | -  | -                    | -                    | -                    |                      |                      |
| 1998-1999  | Panthers de la Floride | LNH        | 82    | 18               | 33               | 51               | 50               | -                | -  | -                    | -                    | -                    |                      |                      |
| 1999-2000  | Panthers de la Floride | LNH        | 81    | 10               | 23               | 33               | 46               | 4                | 1  | 0                    | 1                    | 6                    |                      |                      |
| 2000-2001  | Panthers de la Floride | LNH        | 67    | 12               | 20               | 32               | 50               | -                | -  | -                    | -                    | -                    |                      |                      |
| 2001-2002  | Flames de Calgary      | LNH        | 57    | 6                | 14               | 20               | 49               | -                | -  | -                    | -                    | -                    |                      |                      |
| 2002-2003  | Flames de Calgary      | LNH        | 54    | 8                | 10               | 18               | 42               | -                | -  | -                    | -                    | -                    |                      |                      |
| 2002-2003  | Mighty Ducks d'Anaheim | LNH        | 12    | 2                | 2                | 4                | 15               | 21               | 3  | 7                    | 10                   | 18                   |                      |                      |
| 2003-2004  | Mighty Ducks d'Anaheim | LNH        | 55    | 12               | 16               | 28               | 34               | -                | -  | -                    | -                    | -                    |                      |                      |
| 2004-2005  | Ferencváros TC         | Hongrie    | 5     | 2                | 1                | 3                | 14               | -                | -  | -                    | -                    | -                    |                      |                      |
| 2005-2006  | Mighty Ducks d'Anaheim | LNH        | 76    | 15               | 24               | 39               | 89               | 16               | 1  | 3                    | 4                    | 10                   |                      |                      |
| 2006-2007  | Ducks d'Anaheim        | LNH        | 82    | 5                | 11               | 16               | 77               | 21               | 5  | 5                    | 10                   | 39                   |                      |                      |
| 2007-2008  | Ducks d'Anaheim        | LNH        | 78    | 8                | 8                | 16               | 54               | 2                | 0  | 0                    | 0                    | 0                    |                      |                      |
| 2008-2009  | Ducks d'Anaheim        | LNH        | 79    | 14               | 7                | 21               | 42               | 13               | 0  | 3                    | 3                    | 12                   |                      |                      |
| 2009-2010  | Devils du New Jersey   | LNH        | 71    | 10               | 12               | 22               | 45               | 5                | 0  | 0                    | 0                    | 6                    |                      |                      |
| 2010-2011  | Sabres de Buffalo      | LNH        | 71    | 5                | 14               | 19               | 22               | 7                | 1  | 3                    | 4                    | 2                    |                      |                      |
| 2011-2012  | HC Lugano              | LNA        | 14    | 2                | 4                | 6                | 12               | -                | -  | -                    | -                    | -                    |                      |                      |
| Totaux LNH | Totaux LNH             | Totaux LNH | 1 153 | 186              | 283              | 469              | 904              | 116              | 18 | 25                   | 43                   | 111                  |                      |                      |